# Pseudosorghum fasciculare
Pseudosorghum fasciculare är en gräsart som först beskrevs av William Roxburgh, och fick sitt nu gällande namn av Aimée Antoinette Camus. Pseudosorghum fasciculare ingår i släktet Pseudosorghum och familjen gräs. Inga underarter finns listade i Catalogue of Life.